# Пупеле, Жанна
Мари Марсель Жанна Пупеле (фр. Jane Poupelet; 19 апреля 1874 , Сен-Поль-Лизон, Дордонь, Новая Аквитания — 17 октября 1932, Таланс, Жиронда) — французский скульптор и дизайнер. Видная фигура в скульптуре начала XX-го века.

## Биография

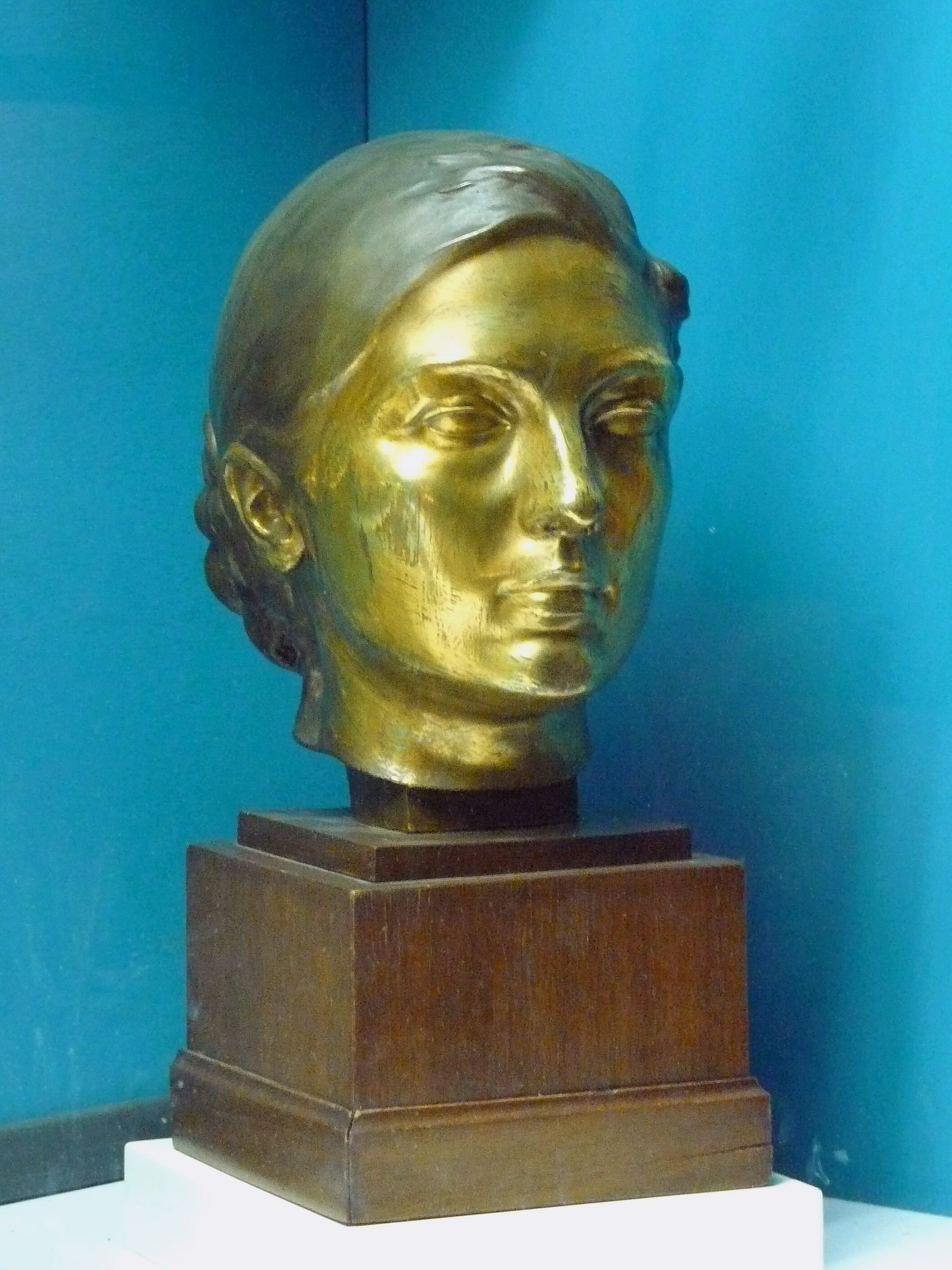
Бюст Жанны Пупеле работы Люсьена Шнегга

Образование получила в Школе изящных искусств в Бордо (École des beaux-arts de Bordeaux), затем в Академии Жюлиана в Париже. Часто посещала встречи художников и скульпторов, сформировавшихся вокруг Огюста Родена и Эмиля Антуана Бурделя, совершенствовала свой стиль под руководством скульптора Люсьена Шнегга. Дружила с Гастоном Шнеггом, общалась с американскими художниками и англо-саксонскими феминистскими группами.
Начала свою творческую карьеру под мужским псевдонимом Симон де ла Вернь (1899—1901).
Известна, тем что с 1918 года, вместе с американкой Анной Коулман-Лэдд работала с обезображенными солдатами Первой мировой войны. У них была своя мастерская портретных масок в Париже (конец 1917—1920). С лиц солдат снимался гипсовый слепок, после чего черты лица лепились из глины или пластилина. Эта форма затем использовалась для создания протеза из тонкой гальванизированной меди. Металл покрывался твёрдой эмалью, подходившей под тон кожи человека, при этом использовались реальные волосы для создания ресниц, бровей и усов. Протез прикреплялся к лицу верёвками или очками.
В знак признания за свою работу вместе с Коулман-Лэдд получила французский орден Почётного легиона.
Была вице-президентом Салона Независимых.
Преуспела в создании скульптур животных, лепила фигуры обнажённых женщин. Первоначально создавала единичные копии маленьких фигурок, которые воплощала в бронзу, сама чеканила и патинировала, что в то время было необычной практикой.
Произведения Жанны Пупеле хранятся ныне в Музее Орсе, Художественных музеях в Кале, Камбре и Булонь-Бийанкур (Франция), Музее современного искусства города Парижа, Национальной галерее в Праге и многих др.

## Избранные работы

Работы Жанны Пупеле
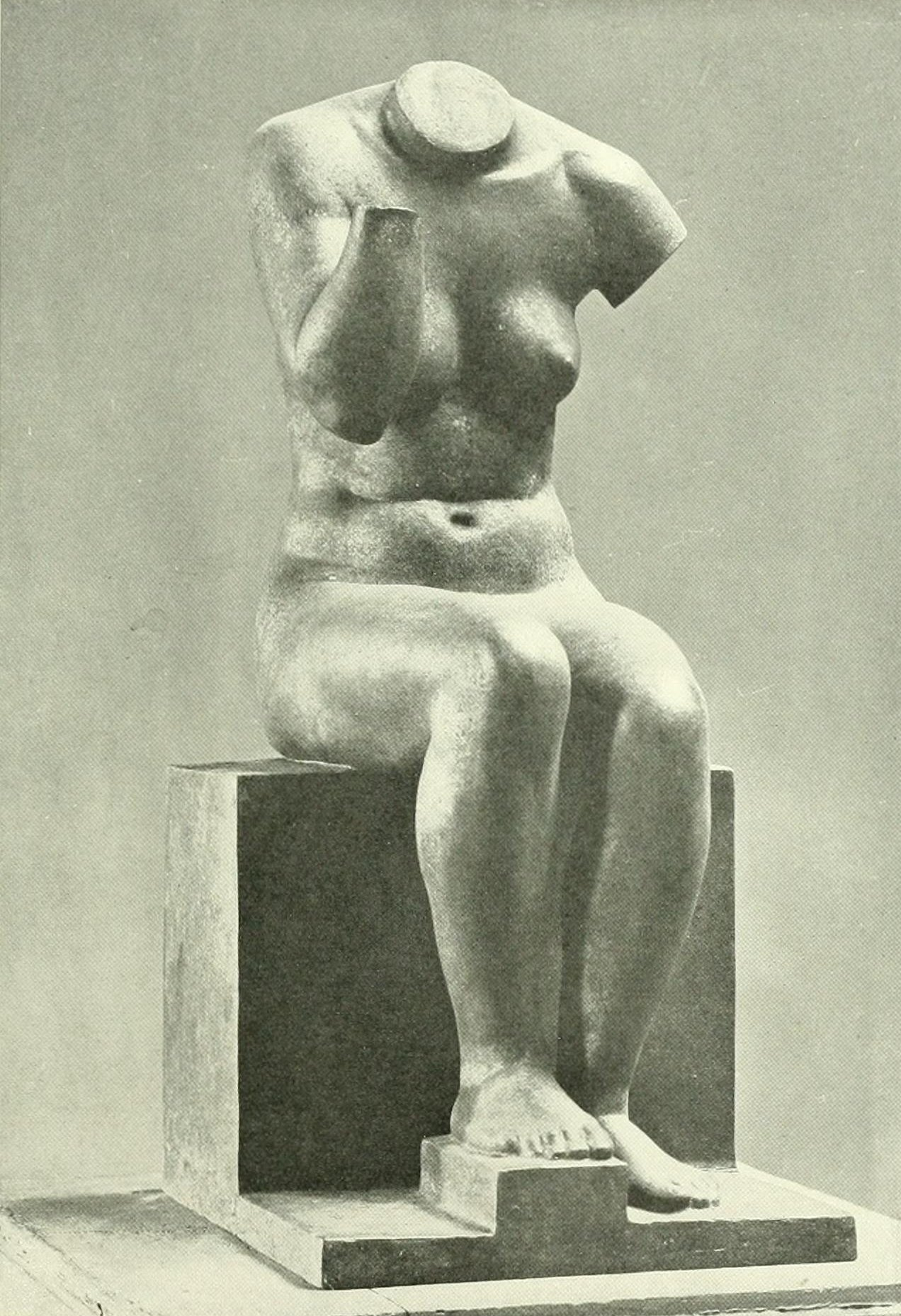
Женский торс. Бронза
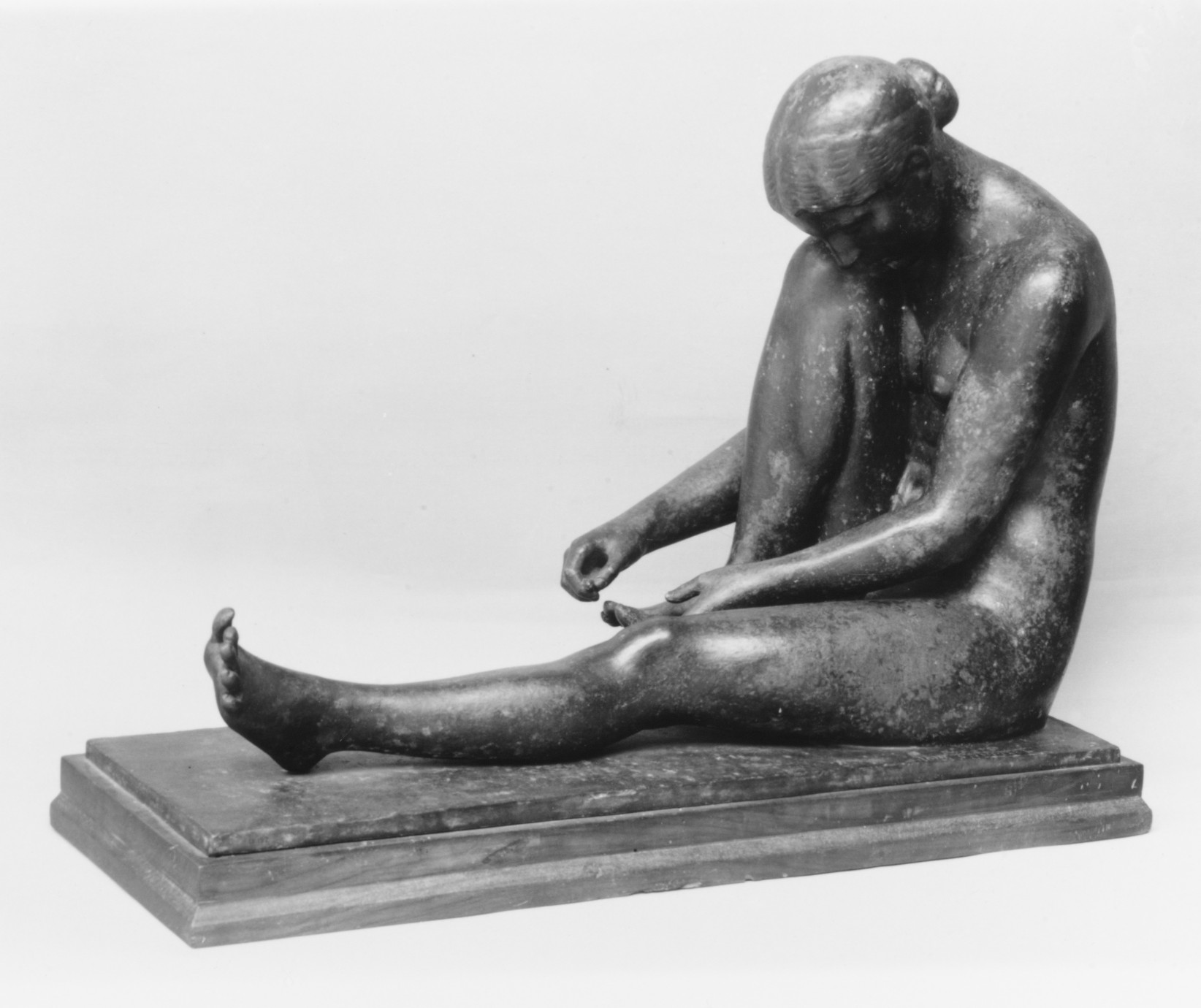
Женщина за утренним туалетом. 1909
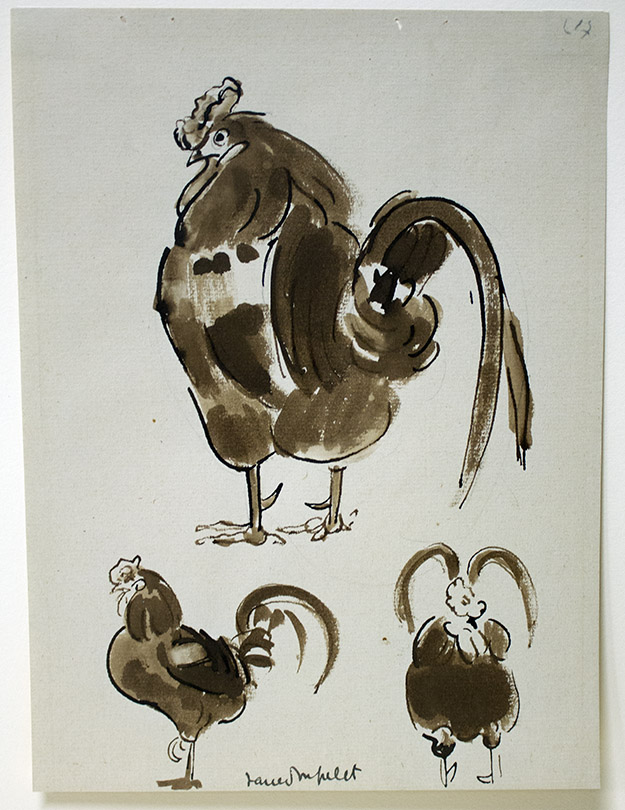
Петухи. около 1925